# Палдо (Сагареджойский муниципалитет, Дузаграма)
Палдо (груз. პალდო) — село в Грузии. Находится в Сагареджойском муниципалитете края Кахетия. Высота над уровнем моря составляет 470 метров. Население — 696 человека (2014).